# Viceré del Liangguang

Giurisdizione del Viceré del Liangguang nel 1911 (in rosso).

Il viceré del Liangguang (zh. 兩廣總督T, 两广总督S), più correttamente il governatore generale delle due province Guang e altre aree località, responsabile degli affari militari, del cibo e dei salari e degli affari di governo (zh. 總督兩廣等處地方提督軍務、糧饟兼巡撫事T, 总督两广等处地方提督军务、粮饷兼巡抚事S), era uno degli otto viceré che, durante le dinastie Ming (1368–1644) e Qing (1636–1912), amministrarono per conto di Pechino alcune regioni strategiche dell'Impero cinese.
Il viceré del Liangguang aveva giurisdizione sugli affari militari, civili e politici sulle allora province del Guangdong e del Guangxi, sovrapponibili oggi ai territori di Guangdong, Guangxi, Hainan, Hong Kong e Macao.

## Storia

### Dinastia Ming
Alla fondazione della dinastia Ming (1368–1644) da parte del capo-ribelle Zhu Yuanzhang, poi imperatore Ming Hongwu (r. 1368–1398), la neonata dinastia di etnia Han mantenne la divisione dell'Impero in province ereditato dalla sconfitta dinastia Yuan (1271–1368) di etnia mongola. Alla metà del XV secolo, divenne però chiaro agli imperatori Ming ed alla loro Corte che necessitavano di un livello amministrativo intermedio tra la capitale e le province per meglio coordinarne la gestione e sedarvi eventuali rivolte. Si procedette così, partendo dal 1441, alla creazione di vicereami che accentrarono sotto di sé diverse province.
La carica di viceré del Liangguang fu creata nel 1452, regnante l'imperatore Ming Jingtai (r. 1449–1457), su proposta di Yu Qian, ed inizialmente identificato nella figura di Wang Ao. Dopo il mandato di Wang Ao, non v'é traccia di altri viceré del Liangguang fino al 1465, quando l'imperatore Ming Chenghua (r. 1464–1487) affidò l'incarico ad Han Yong, già Capo censore di sinistra, formalizzando poi ufficialmente la carica nel 1469 e fissandone la sede amministrativa a Wuzhou (Guangxi).
Nel 1536, durante il regno dell'imperatore Ming Jiajing (r. 1521–1567), il viceré Qian Rujing creò un ramo amministrativo separato a Zhaoqing (Guangdong). Nel 1564, il quartier generale si spostò da Wuzhou a Zhaoqing su proposta del viceré Wu Guifang approvata da Jiajing.

### Transizione tra Ming e Qing
Dagli ultimi anni del regno di Ming Wanli (r. 1572–1620) la dinastia Ming dovette fronteggiare molteplici minacce, interne ed esterne, in un lento logorio che la costrinse a ripiegare verso le province meridionali dell'Impero ed infine la consumò.
Anzitutto, nel 1618, gli Jurchen della Manciuria, sotto il khagan Nurhaci (r. 1616–1626), iniziarono il sistematico attacco della Cina. Nel 1621, i capi-tribù degli Yi del Sichuan e del Guizhou, She Chongming e An Bangyan, si rivoltarono all'oppressione fiscale dei Ming, imposta proprio per contenere la minaccia manciù, innescando una rivolta che sarebbe durata sino al 1629: c.d. "Rivolta di She-An". Entro il 1627, la guerra con gli Jurchen (che si presentavano come eredi dell'antica dinastia Jīn, da cui il nome "dinastia Jīn posteriore" seppur passarono poi alla storia come "dinastia Qing") e con gli Yi avevano ormai prosciugato le casse dei Ming. Fioccavano poi in quelle decadi disastri naturali (forse dovuti alla piccola era glaciale) nelle province settentrionali dell'impero: fond. Shaanxi, Shanxi ed Henan. Per gestire la crisi finanziaria provocata dai conflitti in atto, Ming Chongzhen (r. 1627–1644) tagliò i fondi del servizio postale imperiale, provocando la disoccupazione di massa di un gran numero di uomini delle province centrali e settentrionali intorno alla regione del Fiume Giallo, cioè appunto Shaanxi, Shanxi ed Henan, deteriorando ulteriormente il controllo governativo dell'area a favore di un banditismo ormai ivi endemico e di numerose rivolte contadine di vasta portata: nel 1628 scoppiò la prima grande rivolta contadina nella Cina del Nord ed entro il 1631 circa 200.000 ribelli operanti in 36 gruppi distinti seminavano il caso nelle province settentrionali dell'Impero. Nel 1644, il capo ribelle Li Zicheng dichiarò la fondazione dell'effimera dinastia Shun (1644–1645), marciò su Pechino e la conquistò, mentre Chongzhen s'impiccava ad un albero della Città Proibita. Mentre Li Zicheng tentava, inutilmente, di opporsi alla calata dei manciù di Dorgon (reggente per conto del nipote infante Qing Shunzhi, r. 1644–1661), principi e funzionari Ming ripiegarono sulla capitale meridionale, Nanchino, fondandovi la dinastia Ming Meridionale (1644–1683) ed iniziando a contendete ai Qing il controllo sulla Cina del Sud.
Tra il 1644 ed il 1659, il controllo sul vicereame del Liangguang fu aspramente conteso tra i Qing ed i Ming Meridionali. Nel quadriennio 1644–1647, il viceré fu un funzionario Ming (contestualmente, gli imperatori Ming avevano la loro capitale a Fuzhou, nel Fujian, 1645–1646, e poi a Canton, nel Guangdon, 1646–1647). Dorgon strappò Canton ai Ming nel 1647 grazie ai servigi di un generale Ming voltagabbana, Li Chengdong, che lo sbarazzò dell'imperatore Ming Shaowu (mentre l'imperatore Ming Yongli si rifugiava a Nanning, nel Guangxi) salvo poi ribellarglisi contro perché scontento che i Qing non fossero intenzionati a fare del Guagdong un viceregno ma un semplice governatorato! I Qing riuscirono a mantenere il controllo su parte del Guagndong con il viceré Tong Yangjia nel quadriennio 1647–1651, mentre i Ming avvicendavano ben otto diversi viceré (tra cui lo stesso Li Chengdong), e riconquistarono definitivamente Canton nel 1650, anno della morte di Dorgon. Nel 1655, con il viceré-Qing Li Shuaitai, il quartier generale del vicereame (ora "vicereame del Guangdong" anche se controllava pure il Guangxi) tornò a Wuzhou ma solo nel 1659 si chiuse il mandato dell'ultimo (duraturo) viceré-Ming, Lian Chengbi.

### Dinastia Qing

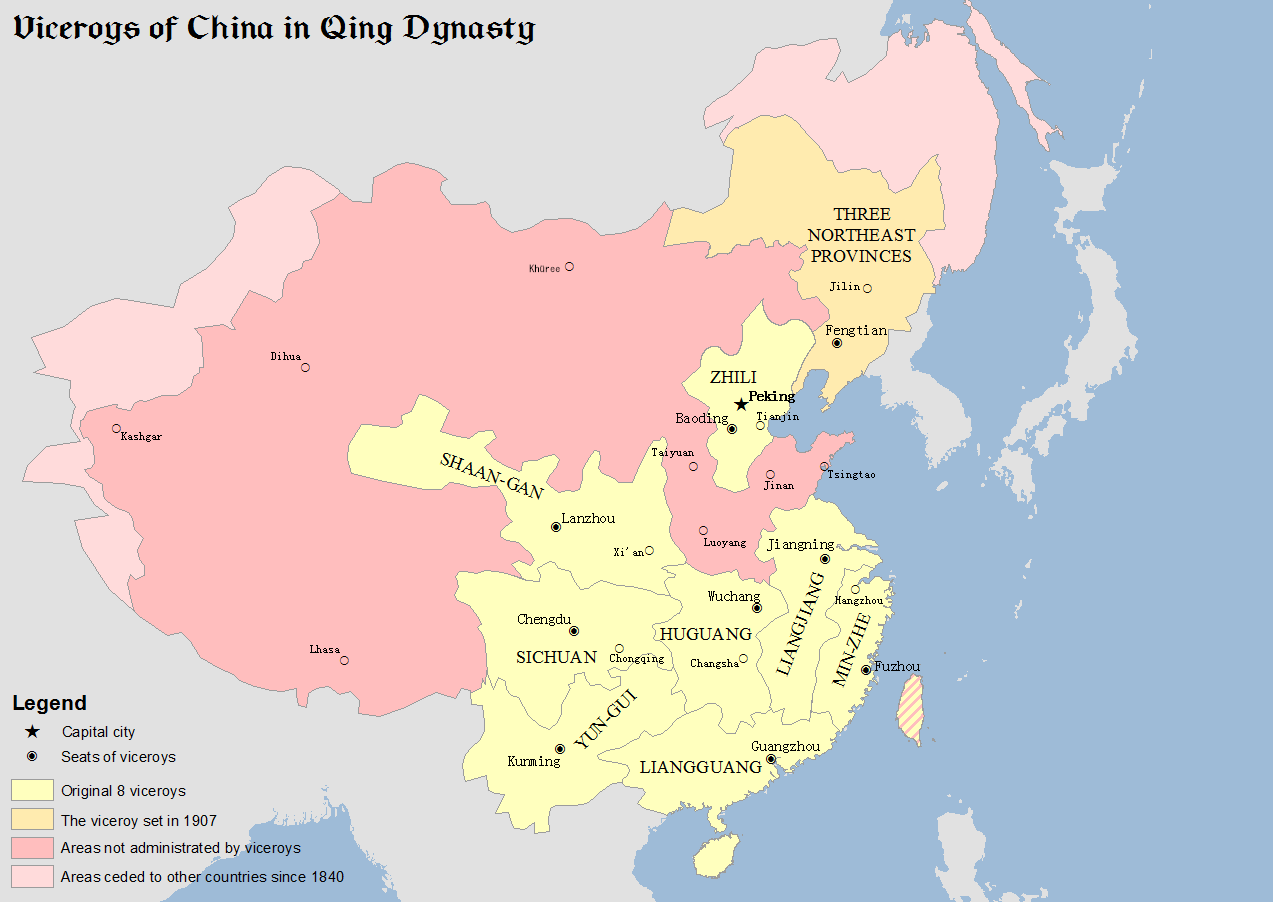
Mappa dei vicereami della dinastia Qing (1636–1912).

Nel 1663, regnante Qing Kangxi (r. 1661–1722), allora un bambino sottoposto alla tutela d'una reggenza, il vicereame del Guangdong fu diviso in due sotto-unità: vicereame del Guangdong (incentrato su Lianzhou, nell'attuale contea di Hepu, Guangxi) e vicereame del Guangxi. Un anno dopo (1664), i due vicereami tornarono ad essere fusi in uso ed il quartier generale tornò a Zhaoqing.
Nel 1723, sotto l'imperatore Qing Yongzheng (r. 1723–1735), gli uffici furono nuovamente divisi in Guangdong e Guangxi ma furono nuovamente riuniti l'anno successivo (1724). Monarca misantropo e dispotico ma efficiente e vigoroso, Yongzheng fu strenuamente impegnato sia a combattere la corruzione a Corte sia a centralizzare l'amministrazione imperiale: fondamentale in questo senso fu la riorganizzazione del c.d. "Sistema Tusi" o 土司制度S, Tǔsī ZhìdùP, lett. "Sistema dei capi nativi" tramite il quale i Qing (come i Ming e gli Yuan prima di loro) avevano governato, appoggiandosi sui Tusi (zh. 土司S, TǔsīP; lingua tibetana ཐོའུ་སི; lingua vietnamita 土司, Thổ ty; lingua mancese ᠠᡳᠮᠠᠨ ᡳ ᡥᠠᡶᠠᠨ, aiman i hafan), lett. "capi locali" o "capi tribù", le minoranze etniche nella Cina centrale, occidentale e sudoccidentale. L'operazione non mancò di suscitare malcontenti e rivolte ed il mandarino mancese Ortai (1677-1745), fedelissimo di Yongzheng, dal 1723 Viceré di Yun-Gui (i.e. province di Yunnan e Guizhou), i territori immediatamente ad occidente del Liangguang, dovette fronteggiare un'estesa rivolta del popolo Miao. Per facilitare le operazioni di Ortai, Yongzheng pose il Guangxi sotto la sua giurisdizione e solo nel 1734, quando lo Yun-Gui fu del tutto pacificato, il Guangdong ed il Guangxi tornarono ad essere fusi in un unico ufficio, il Viceré del Liangguang, ove 兩廣T, 两广S, LiǎngguǎngP, lett. "Due [province] espanse" indicava appunto Guangdong, Guangxi, l'isola di Hainan e i territori costieri di Macao ecc., e tali rimasero così fino al 1905.
Nel 1746, durante il regno dell'Imperatore Qing Qianlong (r. 1735–1796), il quartier generale del vicereame tornò a Canton e ivi rimase permanentemente. Nel medesimo periodo, l'imperatore fece della città e principale polo commerciale della Cina concentrandovi tutti gli scambi commerciali ufficiali con le potenze europee tramite il c.d. "Sistema di Canton".
Nel 1905, durante il regno dell'imperatore Qing Guangxu (r. 1875–1908), il viceré del Liangguang ricoprì contemporaneamente la carica di governatore provinciale del Guangdong.

## Lista dei viceré del Liangguang

### Dinastia Ming
| #  | Nome                  | Ritratto | Inizio mandato | Fine mandato | Note                                                                                                  |
| -- | --------------------- | -------- | -------------- | ------------ | --- |
| 1  | Wang Ao 王翱          |          | 1452           | 1453         | Promosso a Segretario del Personale                                                                   |
| 2  | Han Yong 韓雍         |          | 1465           |              | Parallelamente Capo censore di sinistra                                                               |
| 3  | Qin Hong 秦紘         |          | 1489           | 1495         | Parallelamente Capo censore di sinistra, poi dimessosi                                                |
| 4  | Deng Tingzan 鄧廷瓚   |          | 1495           | 1497         | Parallelamente governatore provinciale, poi promosso Capo censore di sinistra                         |
| 5  | Pan Fan 潘蕃          |          | 1501           | 1506         | Parallelamente Capo censore di destra, poi Capo censore di sinistra                                   |
| 6  | Xiong Xiu 熊繡        |          | 1506           | 1514         | Parallelamente Vic-capo censore di destra; poi promosso Capo censore di sinistra a Nanchino           |
| 7  | Zhou Nan 周南         |          | 1514           | 1515         | Ritiratosi                                                                                            |
| 8  | Chen Jin 陳金         |          | 1515           | 1519         | Poi promosso Capo censore                                                                             |
| 9  | Zhang Ding 張嵿       |          | 1522           | 1525         | Parallelamente Capo censore di destra; poi promosso Capo censore a Nanchino and Segretario del Lavoro |
| 10 | Yao Mo 姚鏌           |          | 1525           | 1527         | Parallelamente Capo censore di destra                                                                 |
| 11 | Wang Shouren 王守仁   |          | 1527           | 1529         | Parallelamente Segretario della Difesa a Nachino e Capo censore di sinistra                           |
| 12 | Zhang Jing 張經       |          | 1537           | 1544         | Promosso Vice-segretario alla Difesa di sinistra                                                      |
| 13 | Tao Xie 陶諧          |          |                |              | Parallelamente Vice-segretario alla Difesa di destra                                                  |
| 14 | Bao Xiangxian 鮑象賢  |          |                |              | Parallelamente Vice-segretario alla Difesa di destra                                                  |
| 15 | Zhang Yue 張岳        |          | 1544           | 1545         | Parallelamente Vice-capo censore di destra                                                            |
| 16 | Wu Guifang 吳桂芳     |          | 1563           | 1566         | Parallelamente Vice-segretario alla Difesa di destra                                                  |
| 17 | Tan Lun 譚綸          |          | 1567           | 1568         | |
| 18 | Zhang Han 張瀚        |          | 1568           | 1569         | Parallelamente Vice-segretario alla Difesa di sinistra e Capo censore di destra                       |
| 19 | Liu Tao 劉燾          |          | 1569           | 1570         | Parallelamente Vice-segretario alla Difesa di sinistra e Capo censore di destra                       |
| 20 | Li Qian 李遷          |          | 1570           | 1571         | Parallelamente Vice-segretario alla Difesa di destra e Capo censore                                   |
| 21 | Yin Zhengmao 殷正茂   |          | 1571           | 1575         | Parallelamente Segretario alla Difesa a Nanchino                                                      |
| 22 | Ling Yunyi 凌雲翼     |          | 1575           | 1578         | Parallelamente Vice-segretario alla Difesa di sinistra e Capo censore di destra                       |
| 23 | Liu Yaohui 劉堯誨     |          |                |              | Parallelamente Vice-segretario alla Difesa di destra e Capo censore di destra                         |
| 24 | Chen Rui 陳瑞         |          | 1582           | 1583         | Parallelamente Segretario alla Difesa e Capo censore di destra                                        |
| 25 | Guo Yingping 郭應聘   |          | 1583           | 1584         | Parallelamente Segretario alla Difesa                                                                 |
| 26 | Wu Wenhua 吳文華      |          | 1584           | 1587         | Parallelamente Vice-segretario alla Difesa di destra e Capo censore di destra                         |
| 27 | Wu Shan 吳善          |          | 1587           | 1588         | Parallelamente Vice-segretario alla Difesa di destra                                                  |
| 28 | Liu Jiwen 劉繼文      |          | 1588           | 1591         | Parallelamente Vice-segretario alla Difesa di destra                                                  |
| 29 | Xiao Yan 蕭彥         |          | 1591           | 1592         | Parallelamente Vice-capo censore di destra                                                            |
| 30 | Chen Ju 陳榘          |          | 1593           | 1594         | Parallelamente Vice-segretario alle Entrate di destra                                                 |
| 31 | Chen Dake 陳大科      |          | 1595           | 1598         | Parallelamente Vice-segretario alla Difesa di destra                                                  |
| 32 | Dai Yao 戴耀          |          | 1598           | 1609         | Parallelamente Segretario alla Difesa e Vice-censore capo di destra                                   |
| 33 | Zhang Minggang 張鳴岡 |          | 1610           | 1614         | Parallelamente Vice-segretario alla Difesa di destra e Capo censore di destra                         |
| 34 | Zhou Jiamo 周嘉謨     |          | 1615           | 1617         | Parallelamente governatore provinciale del Yunnan                                                     |
| 35 | Xu Honggang 許宏鋼    |          | 1618           | 1620         | Parallelamente Vice-segretario alla Difesa di destra e Capo censore di destra                         |
| 36 | Chen Bangzhan 陳邦瞻  |          | 1620           | 1621         | Parallelamente Vice-segretario alla Difesa di destra                                                  |
| 37 | Hu Yingtai 胡應台     |          | 1621           | 1624         | Parallelamente Vice-segretario alla Difesa di destra e Capo censore di destra                         |
| 38 | He Shijin 何士晉      |          | 1624           | 1625         | Parallelamente Vice-segretario alla Difesa di destra e Capo censore di destra                         |
| 39 | Shang Zhouzuo 商周祚  |          | 1625           | 1626         | Parallelamente Vice-segretario alla Difesa di destra e Capo censore di destra                         |
| 40 | Li Fengjie 李逢節     |          | 1627           | 1628         | Parallelamente Vice-segretario alla Difesa di destra e Capo censore di destra                         |
| 41 | Wang Zunde 王尊德     |          | 1628           | 1631         | Parallelamente Vice-segretario alla Difesa di destra; morto in servizio                               |
| 42 | Wang Yehao 王業浩     |          | 1631           | 1632         | Parallelamente Vice-segretario alla Difesa di destra e Capo censore di destra                         |
| 43 | Xiong Wencan 熊文燦   |          | 1632           | 1637         | Parallelamente Vice-segretario alla Difesa di destra e Capo censore di destra                         |
| 44 | Zhang Jingxin 張鏡心  |          | 1637           | 1641         | Parallelamente Vice-segretario alla Difesa di destra                                                  |
| 45 | Shen Youlong 沈猶龍   |          | 1641           | 1644         | Parallelamente Vice-segretario alla Difesa di destra                                                  |

#### Dinastia Ming Meridionale
| #  | Nome                 | Ritratto | Inizio mandato | Fine mandato   | Note                                                                                |
| -- | -------------------- | -------- | -------------- | -------------- | ----------------------------------------------------------------------------------- |
| 46 | Ding Kuichu 丁魁楚   |          | 1644           | 1644           | Parallelamente Vice-segretario di sinistra alla Difesa                              |
| 47 | Wang Huacheng 王化澄 |          | 1646           | 1646           | Parallelamente Governatore della provincia del Guangdong                            |
| 48 | Lin Jiading 林佳鼎   |          | Febbraio 1646  | 1647           |                                                                                     |
| 49 | Zhu Zhijian 朱治澗   |          | 1647           | 1647           | Parallelamente Vice-segretario alla Difesa                                          |
| 50 | Li Chengdong 李成棟  |          | 1648           | Aprile 1649    |                                                                                     |
| 51 | Li Qipeng 李棲鵬     |          | Aprile 1649    | Aprile 1649    |                                                                                     |
| 52 | Yan Keyi 閻可義      |          | Agosto 1649    | Agosto 1649    | Morto di malattia durante il mandato                                                |
| 53 | Li Jianjie 李建捷    |          | Settembre 1649 | Settembre 1649 |                                                                                     |
| 54 | Luo Chengyao 羅承耀  |          | Settembre 1649 | Settembre 1649 |                                                                                     |
| 55 | Du Yunhe 杜允和      |          | Ottobre 1649   | 1650           | Si ritira da Canton quando la città cade in mano ai Qing di Shang Kexi e Geng Jimao |
| 56 | Lian Chengbi 連城璧  |          | 1650           | 1659           |                                                                                     |

### Dinastia Qing
| #                                                                             | Nome                  | Ritratto | Inizio mandato    | Fine mandato      | Note |
| ----------------------------------------------------------------------------- | --------------------- | -------- | ----------------- | ----------------- | --- |
| Viceré del Guangdong (e del Guangxi) (1644–1661)                              |                       |          |                   |                   | |
|                                                                               |                       |          | 1644              | 15 Giugno 1647    | Posizione vacante |
| 1                                                                             | Tong Yangjia 佟養甲   |          | 15 Giugno 1647    | 1651              | |
|                                                                               |                       |          | 1651              | 12 Luglio 1653    | Posizione vacante |
| 2                                                                             | Li Shuaitai 李率泰    |          | 12 Luglio 1653    | 16 Marzo 1656     | |
| 3                                                                             | Wang Guoguang 王國光  |          | 16 Marzo 1656     | 10 Luglio 1658    | |
| 4                                                                             | Li Qifeng 李棲鳳      |          | 10 Luglio 1658    | 2 Novembre 1661   | |
| Viceré del Guangdong (1661–1665)                                              |                       |          |                   |                   | |
| 5                                                                             | Li Qifeng 李棲鳳      |          | 2 Novembre 1661   | 2 Aprile 1665     | |
| 6                                                                             | Lu Xingzu 盧興祖      |          | 2 Aprile 1665     | 4 Luglio 1665     | |
| Viceré del Guangxi (1661–1665)                                                |                       |          |                   |                   | |
|                                                                               | Yu Shiyue 于時躍      |          | 1661              | 1663              | |
|                                                                               | Qu Jinmei 屈盡美      |          | 1663              | 1665              | |
| Viceré del Liangguang (1665–1723)                                             |                       |          |                   |                   | |
| 7                                                                             | Lu Xingzu 盧興祖      |          | 4 Luglio 1665     | 30 Dicembre 1667  | |
| 8                                                                             | Zhou Youde 周有德     |          | 30 Gennaio 1668   | 6 Febbraio 1670   | |
| 9                                                                             | Jin Guangzu 金光祖    |          | 6 Marzo 1668      | 1 Febbraio 1682   | |
| 10                                                                            | Wu Xingzuo 吳興祚     |          | 1 Febbraio 1682   | 8 Agosto 1689     | |
| 11                                                                            | Shi Lin 石琳          |          | 19 Agosto 1682    | 17 Dicembre 1702  | |
| 12                                                                            | Guo Shilong 郭世隆    |          | 17 Dicembre 1702  | 23 Gennaio 1707   | |
| 13                                                                            | Zhao Hongcan 趙弘燦   |          | 30 Gennaio 1707   | 19 Novembre 1716  | |
| 14                                                                            | Yang Lin 楊琳         |          | 25 Novembre 1716  | 9 Settembre 1723  | |
| Viceré del Guangdong (1723–1724)                                              |                       |          |                   |                   | |
| 15                                                                            | Yang Lin 楊琳         |          | 9 Settembre 1723  | 26 Aprile 1724    | |
| Viceré del Guangxi (1723–1724)                                                |                       |          |                   |                   | |
|                                                                               | Kong Yuxun 孔毓珣     |          | 1723              | 1724              | |
| Viceré del Liangguang (1724–1728)                                             |                       |          |                   |                   | |
| 16                                                                            | Kong Yuxun 孔毓珣     |          | 26 Aprile 1724    | 11 Novembre 1728  | |
| Viceré del Guangdong (Guangxi soggetto al Viceré del Yun-Gui) (1728–1734)     |                       |          |                   |                   | |
| 17                                                                            | Kong Yuxun 孔毓珣     |          | 11 Novembre 1728  | 29 Marzo 1729     | |
| 18                                                                            | Hao Yulin 郝玉麟      |          | 29 Marzo 1729     | 21 Marzo 1732     | |
|                                                                               | Zhang Pu 張溥         |          | 14 Ottobre 1731   | 25 Febbraio 1732  | Viceré ad interim |
|                                                                               | Omida 鄂彌達          |          | 21 Marzo 1732     | 17 Ottobre 1732   | Viceré ad interim |
| 19                                                                            | Omida 鄂彌達          |          | 21 Marzo 1732     | 5 Gennaio 1735    | |
| Viceré del Liangguang (1734–1905)                                             |                       |          |                   |                   | |
| 20                                                                            | Omida 鄂彌達          |          | 5 Gennaio 1735    | 30 Agosto 1738    | |
| 21                                                                            | Martai 馬爾泰         |          | 30 Agosto 1738    | 10 Agosto 1744    | |
|                                                                               | Qingfu 慶復           |          | 28 Maggio 1741    | 28 Gennaio 1743   | Viceré ad interim |
|                                                                               | Ts'ereng 策楞         |          | 28 Gennaio 1743   | 17 Luglio 1743    | Viceré ad interim |
| 22                                                                            | Nasutu 那蘇圖         |          | 10 Agosto 1744    | 14 Maggio 1745    | |
| 23                                                                            | Ts'ereng 策楞         |          | 14 Maggio 1745    | 28 Ottobre 1748   | |
| 24                                                                            | Yengišan 尹繼善       |          | 28 Ottobre 1748   | 24 Novembre 1748  | |
| 25                                                                            | Šose 碩色             |          | 24 Novembre 1748  | 9 Febbraio 1750   | |
| 26                                                                            | Chen Dashou 陳大受    |          | 9 Febbraio 1750   | 14 Novembre 1751  | |
| 27                                                                            | Arigun 阿里袞         |          | 14 Novembre 1751  | 24 Febbraio 1753  | |
|                                                                               | Bandi 班第            |          | 16 Ottobre 1753   | 3 Maggio 1754     | Viceré ad interim |
| 28                                                                            | Ts'ereng 策楞         |          | 16 Ottobre 1753   | 3 Maggio 1754     | |
| 29                                                                            | Yang Yingju 楊應琚    |          | 3 Maggio 1754     | 31 Agosto 1757    | |
| 30                                                                            | Henian 鶴年           |          | 31 Agosto 1757    | 14 Gennaio 1758   | |
|                                                                               | Li Shiyao 李侍堯      |          |                   |                   | Viceré ad interim |
| 31                                                                            | Chen Hongmou 陳弘謀   |          | 14 Gennaio 1758   | 27 Maggio 1758    | |
| 32                                                                            | Li Shiyao 李侍堯      |          | 27 Maggio 1758    | 27 Maggio 1761    | |
| 33                                                                            | Suchang 蘇昌          |          | 27 Maggio 1761    | 22 Luglio 1764    | |
| 34                                                                            | Li Shiyao 李侍堯      |          | 22 Luglio 1764    | 25 Febbraio 1777  | |
|                                                                               | Yang Tingzhang 楊廷璋 |          | 22 Luglio 1765    | 24 Aprile 1767    | Viceré ad interim |
| 35                                                                            | Yang Jingsu 楊景素    |          | 25 Febbraio 1777  | 19 Marzo 1778     | |
| 36                                                                            | Guilin 桂林           |          | 19 Marzo 1778     | 11 Gennaio 1780   | |
| 37                                                                            | Bayansan 巴延三       |          | 11 Gennaio 1780   | 20 Febbraio 1784  | |
| 38                                                                            | Shuchang 舒常         |          | 20 Febbraio 1784  | 26 Febbraio 1785  | |
|                                                                               | Sun Shiyi 孫士毅      |          | 26 Febbraio 1785  | 1 Settembre 1785  | Viceré ad interim |
| 39                                                                            | Fulehun 富勒渾        |          | 1 Settembre 1785  | 23 Maggio 1786    | |
| 40                                                                            | Sun Shiyi 孫士毅      |          | 23 Maggio 1786    | 19 Febbraio 1789  | |
| 41                                                                            | Fuk'anggan 福康安     |          | 19 Febbraio 1789  | 14 Settembre 1793 | |
| 42                                                                            | Changlin 長麟         |          | 14 Settembre 1793 | 5 Luglio 1796     | |
| 43                                                                            | Zhu Gui 朱珪          |          | 5 Luglio 1796     | 29 Settembre 1796 | |
| 44                                                                            | Jiqing 吉慶           |          | 29 Settembre 1796 | 17 Dicembre 1802  | |
| 45                                                                            | Changlin 長麟         |          | 17 Dicembre 1802  | 26 Gennaio 1803   | |
|                                                                               | Hutuli 瑚圖禮         |          |                   |                   | Viceré ad interim |
| 46                                                                            | Wesibu 倭什布         |          | 26 Gennaio 1803   | 30 Gennaio 1805   | |
| 47                                                                            | Nayancheng 那彥成     |          | 30 Gennaio 1805   | 12 Dicembre 1805  | |
| 48                                                                            | Wu Xiongguang 吳熊光  |          | 12 Dicembre 1805  | 6 Gennaio 1809    | |
| 49                                                                            | Yongbao 永保          |          | 6 Gennaio 1809    | 20 Febbraio 1809  | |
| 50                                                                            | Bailing 百齡          |          | 20 Febbraio 1809  | 16 Febbraio 1811  | |
| 51                                                                            | Songyun 松筠          |          | 16 Febbraio 1811  | 5 Novembre 1811   | |
| 52                                                                            | Jiang Youxian 蔣攸銛  |          | 5 Novembre 1811   | 22 Ottobre 1817   | |
| 53                                                                            | Ruan Yuan 阮元        |          | 22 Ottobre 1817   | 22 Giugno 1826    | |
| 54                                                                            | Li Hongbin 李鴻賓     |          | 22 Giugno 1826    | 14 Settembre 1832 | |
| 55                                                                            | Lu Kun 盧坤           |          | 14 Settembre 1832 | 15 Ottobre 1835   | |
| 56                                                                            | Deng Tingzhen 鄧廷楨  |          | 15 Ottobre 1835   | 21 Gennaio 1840   | |
| 57                                                                            | Lin Zexu 林則徐       |          | 21 Gennaio 1840   | 3 Ottobre 1840    | |
|                                                                               | Yiliang 怡良          |          | 28 Settembre 1840 | 4 Dicembre 1840   | Viceré ad interim |
| 58                                                                            | Qishan 琦善           |          | 4 Dicembre 1840   | 26 Febbraio 1841  | |
| 59                                                                            | Qi Gong 祁𡎴          |          | 26 Febbraio 1841  | 19 Marzo 1844     | |
| 60                                                                            | Qiying 耆英           |          | 19 Marzo 1844     | 4 Luglio 1848     | |
|                                                                               | Xu Guangjin 徐廣縉    |          | 3 Febbraio 1848   | 4 Luglio 1848     | Viceré ad interim |
| 61                                                                            | Xu Guangjin 徐廣縉    |          | 4 Luglio 1848     | 7 Settembre 1852  | |
| 62                                                                            | Ye Mingchen 葉名琛    |          | 7 Settembre 1852  | 26 Gennaio 1858   | [ 16 ] |
| 63                                                                            | Huang Zonghan 黃宗漢  |          | 26 Gennaio 1858   | 4 Maggio 1859     | |
| 64                                                                            | Wang Qingyun 王慶雲   |          | 4 Maggio 1859     | 7 Ottobre 1859    | |
|                                                                               | Bogui 柏貴            |          | 4 Maggio 1859     | 21 Maggio 1859    | Viceré ad interim |
|                                                                               | Lao Chongguang 勞崇光 |          | 21 Maggio 1859    | 7 Ottobre 1859    | Viceré ad interim |
| 65                                                                            | Lao Chongguang 勞崇光 |          | 7 Ottobre 1859    | 17 Ottobre 1862   | |
| 66                                                                            | Liu Changyou 劉長佑   |          | 17 Ottobre 1862   | 14 Febbraio 1863  | |
|                                                                               | Yan Duanshu 晏端書    |          | 14 Febbraio 1863  | 6 Luglio 1863     | Viceré ad interim |
| 67                                                                            | Mao Hongbin 毛鴻賓    |          | 6 Luglio 1863     | 7 Marzo 1865      | |
|                                                                               | Wu Tang 吳棠          |          | 7 Marzo 1865      | 13 Marzo 1865     | Viceré ad interim |
|                                                                               | Ruilin 瑞麟           |          | 13 Marzo 1865     | 25 Settembre 1866 | Viceré ad interim |
| 68                                                                            | Ruilin 瑞麟           |          | 13 Marzo 1865     | 17 Ottobre 1874   | |
| 69                                                                            | Yinghan 英翰          |          | 17 Ottobre 1874   | 2 Settembre 1875  | |
|                                                                               | Zhang Zhaodong 張兆棟 |          | 17 Ottobre 1874   | 31 Marzo 1875     | Viceré ad interim |
| 70                                                                            | Liu Kunyi 劉坤一      |          | 2 Settembre 1875  | 27 Dicembre 1879  | |
|                                                                               | Yukuan 裕寬           |          | 18 Dicembre 1878  | 27 Dicembre 1879  | Viceré ad interim |
| 71                                                                            | Zhang Shusheng 張樹聲 |          | 27 Dicembre 1879  | 19 Aprile 1882    | |
|                                                                               | Yukuan 裕寬           |          | 27 Dicembre 1879  | 20 Maggio 1880    | Viceré ad interim |
|                                                                               | Yukuan 裕寬           |          | 19 Aprile 1882    | 6 Maggio 1882     | Viceré ad interim |
| 72                                                                            | Zeng Guoquan 曾國荃   |          | 6 Maggio 1882     | 13 Luglio 1883    | |
| 73                                                                            | Zhang Shusheng 張樹聲 |          | 13 Luglio 1883    | 22 Maggio 1884    | |
| 74                                                                            | Zhang Zhidong 張之洞  |          | 22 Maggio 1884    | 8 Agosto 1889     | |
| 75                                                                            | Li Hanzhang 李瀚章    |          | 8 Agosto 1889     | 13 Aprile 1895    | |
| 76                                                                            | Tan Zhonglin 譚鍾麟   |          | 16 Aprile 1895    | 19 Dicembre 1899  | L'ufficio fu rinominato "Viceré del Liangguang e Governatore provinciale del Guangdong" tra il 30 agosto ed il 1º novembre 1898. |
|                                                                               | Deshou 德壽           |          | 19 Dicembre 1899  | 24 Maggio 1900    | Viceré ad interim |
| 77                                                                            | Li Hongzhang 李鴻章   |          | 24 Maggio 1900    | 9 Luglio 1900     | |
|                                                                               | Deshou 德壽           |          | 9 Luglio 1900     | 16 Settembre 1900 | Viceré ad interim |
| 78                                                                            | Lu Chuanlin 鹿傳霖    |          | 16 Settembre 1900 | 26 Settembre 1900 | |
| 79                                                                            | Tao Mo 陶模           |          | 26 Settembre 1900 | 2 Luglio 1902     | |
|                                                                               | Deshou 德壽           |          | 3 Luglio 1902     | 18 Aprile 1903    | |
| 80                                                                            | Cen Chunxuan 岑春煊   |          | 18 Aprile 1903    | 23 Luglio 1905    | |
| Viceré del Liangguang e Governatore della provincia del Guangdong (1905–1911) |                       |          |                   |                   | |
| 81                                                                            | Cen Chunxuan 岑春煊   |          | 23 Luglio 1905    | 11 Settembre 1906 | |
| 82                                                                            | Zhou Fu 周馥          |          | 11 Settembre 1906 | 28 Maggio 1907    | |
| 83                                                                            | Cen Chunxuan 岑春煊   |          | 28 Maggio 1907    | 12 Agosto 1907    | |
| 84                                                                            | Zhang Renjun 張人駿   |          | 12 Agosto 1907    | 28 Giugno 1909    | |
|                                                                               | Yuan Shuxun 袁樹勛    |          | 28 Giugno 1909    | 29 Ottobre 1910   | Viceré ad interim |
|                                                                               | Zengqi 增祺           |          | 29 Ottobre 1910   | 14 Aprile 1911    | Viceré ad interim |
| 85                                                                            | Zhang Mingqi 張鳴岐   |          | 4 Aprile 1911     | 8 Novembre 1911   | |
| 86                                                                            | Li Zhun 李準          |          | 26 Novembre 1911  |                   | Mai entrato effettivamente in servizio                                                                                           |
|                                                                               | Lu Rongting 陸榮廷    |          | Luglio 1917       | Luglio 1917       | Durante la Restaurazione Manciù                                                                                                  |

### Esplicative
1. ↑  Lo sforzo bellico richiesto per sedare la sola Rivolta di She-An costò ai Ming un totale di 35 milioni di tael d'argento e consumò 145 miliardi di chilogrammi di grano - Dardess 2012, p. 10.
2. ↑  A titolo di es.: il 24 gennaio 1556 uno dei più devastanti terremoti della storia colpì la provincia dello Shaanxi, nei pressi di Hua Shan (Weinan), provocando la morte di circa 830 000 persone.

### Bibliografiche
1. ↑  Swope 2014, p. 43.
2. ↑  Swope 2014, p. 71.
3. ↑  (EN) Ka-wai Fan, Climatic change and dynastic cycles in Chinese history: A review essay, in Climate Change, vol. 101, 3-4, 2010,  pp. 565-573, DOI:10.1007/s10584-009-9702-3.
4. ↑  Swope 2014, p. 76.
5. ↑  Swope 2014, pp. 76-77.
6. ↑  Swope 2014, p. 104.
7. ↑  Wakeman 1985, pp. 291-318.
8. ↑  Wakeman 1985, p. 738.
9. 1 2  Wakeman 1985, pp. 760-761 (resistenza Ming nel tardo 1647) e 765 (ammutinamento di Li Chengdong).
10. ↑  (EN) Jennifer Took, A Native Chieftaincy in Southwest China: Franchising a Tai Chieftaincy under Tusi System of Late Imperial China, Leida, Brill, 2005,  p. 233.
11. ↑  (ZH) 越南阮朝土司制度探析 [Journal of Guangxi Teachers Education University], in Philosophy and Social Sciences Edition, vol. 37, gennaio 2016.
12. ↑  (EN) Bin Yang, Between Winds and Clouds: The Making of Yunnan, su http://www.gutenberg-e.org/, Columbia University Press, 2008,  pp. § 101-102 (cap. 4).
13. ↑  (EN) R. Kent Guy, Qing Governors and Their Provinces: The Evolution of Territorial Administration in China, 1644-1796., University of Washington Press, 2010,  pp. 334-351.
14. ↑  (EN) Chao-ying Fang, Ortai, in Arthur Hummel Sr. (a cura di), Eminent Chinese of the Qing Period, Introduction by Pamela Kyle Crossley, rev., Berkshire Publishing Group, 2017  [1943],  pp. 454-456, ISBN 9781614728498.
15. ↑  (EN) V.H. Li, Law and Politics in China's Foreign Trade, Asian law series, University of Washington Press, 1977, ISBN 978-0-295-80387-6.
16. ↑  (EN) J.Y. Wong, Yeh Ming-ch'en: Viceroy of Liang Kuang 1852-8, CUP Archive, 1976, ISBN 978-0-521-21023-2.

### Fonti
- (ZH) 明實錄T, 明实录S, Míng Shǐ LuP, lett. "Veritieri Registri dei Ming", 1368-1644.
- (ZH) Zhang Tingyu, 明史T, 明史S, Míng ShǐP [Storia dei Ming], 二十四史S, Èrshísì ShǐP, lett. "Ventiquattro Storie", 1645-1739.
- (ZH) Erxun Zhao, 清史稿S, Qīngshǐ gǎoP, lett. "Storia provvisoria dei Qing", 1928.

### Studi
- (EN) John Dardess, Ming China 1368-1644 A Concise History of A Resilient Empire, Rowman & Littlefield Publishers, Inc., 2012.
- (EN) John K. Fairbank (a cura di), Late Ch'ing 1800–1911, Part 1, The Cambridge History of China, 1978, ISBN 978-0-521-21447-6.
- (EN) John K. Fairbank e Kwang-Ching Liu (a cura di), Late Ch'ing 1800–1911, Part 2, The Cambridge History of China, 1980, ISBN 978-0-521-22029-3.
- (EN) Charles O. Hucker, A dictionary of official titles in imperial China, Standford University Press, 1985.
- (EN) Charles O. Hucker, Governmental Organization of the Ming Dynasty, in Harvard Journal of Asiatic Studies, vol. 21, 1958,  pp. 1-66.
- (EN) William Frederick Mayers, The Chinese Government: A Manual of Chinese Titles, Categorically Arranged and Explained, with an Appendix, a cura di G.M.H. Playfair, 3. ed. rev., Taipei, Ch'eng-Wen Pub. Co., 1966  [1897 [Shanghai, Kelly & Walsh]].
- (EN) Frederick W. Mote e Denis C. Twitchett (a cura di), The Ming Dynasty, 1368–1644, Part 1, The Cambridge History of China, 1988, ISBN 978-0-521-24332-2.
- (EN) Willard J. Peterson (a cura di), The Ch'ing Empire to 1800, Part 1, The Cambridge History of China, 2002, ISBN 978-0-521-24334-6.
- (EN) Kenneth Swope, The Military Collapse of China's Ming Dynasty, Routledge, 2014.
- (EN) Denis C. Twitchett e Frederick W. Mote (a cura di), The Ming Dynasty, 1368–1644, Part 2, The Cambridge History of China, 1998, ISBN 978-0-521-24333-9.
- (EN) Frederic Wakeman, The Great Enterprise: The Manchu Reconstruction of Imperial Order in Seventeenth-Century China, vol. 1, University of California Press, 1985.